# Jack Richardson (attore)
Jack Richardson, nato John Howard Richardson (New York, 18 novembre 1870 – Los Angeles, 12 giugno 1960), è stato un attore statunitense.
Nella sua carriera cinematografica, iniziata nei primi anni dieci all'epoca del cinema muto, Jack Richardson (che non va confuso con l'attore John J. Richardson [1888–1942]) apparve in oltre cinquecento film.

## Biografia

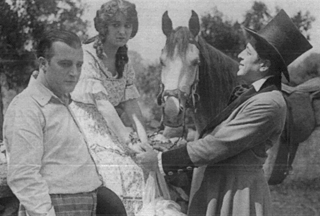
William Garwood, Vivian Rich e Jack Richardson in Break, Break, Break (1914)

Nato a New York nel 1870, venne educato alla Culver Military Academy, facendo le sue prime esperienze di attore per due stagioni con la Metropolitan Players e per una stagione con la Royal Chef Company e l'Orpheum Stock Company. Passò poi a lavorare per il cinema, messo sotto contratto dall'American Film Manufacturing Company per cui lavorò dal 1911 al 1916.
Si sposò due volte: con Florence Stone e, nel 1914, con l'attrice Louise Lester accanto alla quale girò diversi film.
Morì il 12 giugno 1960 a Los Angeles all'età di 89 anni.

## Filmografia

### 1911
- Strategy, regia di Allan Dwan – cortometraggio (1911)
- The Boss of Lucky Ranch, regia di Allan Dwan – cortometraggio (1911)
- The Opium Smuggler, regia di Allan Dwan – cortometraggio (1911)
- The Sheriff's Captive, regia di Allan Dwan – cortometraggio (1911)
- A Cowboy's Sacrifice, regia di Allan Dwan – cortometraggio (1911)
- Branding a Bad Man, regia di Allan Dwan – cortometraggio (1911)
- A Western Dream, regia di Allan Dwan – cortometraggio (1911)
- A Trooper's Heart, regia di Allan Dwan – cortometraggio (1911)
- A Daughter of Liberty, regia di Allan Dwan – cortometraggio (1911)
- The Ranch Tenor, regia di Allan Dwan – cortometraggio (1911)
- Rattlesnakes and Gunpowder, regia di Allan Dwan – cortometraggio (1911)
- The Sheepman's Daughter, regia di Allan Dwan – cortometraggio (1911)
- $5000 Reward, Dead or Alive, regia di Allan Dwan – cortometraggio (1911)
- The Witch of the Range, regia di Allan Dwan – cortometraggio (1911)
- The Cowboy's Ruse, regia di Allan Dwan – cortometraggio (1911)
- The Broncho Buster's Bride, regia di Allan Dwan – cortometraggio (1911)
- The Hermit's Gold, regia di Allan Dwan – cortometraggio (1911)
- The Sky Pilot's Intemperance, regia di Allan Dwan – cortometraggio (1911)
- A Western Waif, regia di Allan Dwan – cortometraggio (1911)
- The Call of the Open Range, regia di Allan Dwan – cortometraggio (1911)
- The Schoolm'am of Snake, regia di Allan Dwan – cortometraggio (1911)
- The Ranch Chicken, regia di Allan Dwan – cortometraggio (1911)
- Cupid in Chaps, regia di Allan Dwan – cortometraggio (1911)
- The Ranchman's Nerve, regia di Allan Dwan – cortometraggio (1911)
- The Parting of the Trails, regia di Allan Dwan – cortometraggio (1911)
- The Cattle Rustler's End – cortometraggio (1911)
- The Ranch Girl, regia di Allan Dwan – cortometraggio (1911)
- The Poisoned Flume, regia di Allan Dwan – cortometraggio (1911)
- The Cowboy and the Artist, regia di Allan Dwan – cortometraggio (1911)
- The Mother of the Ranch, regia di Allan Dwan – cortometraggio (1911)
- The Gun Man, regia di Allan Dwan – cortometraggio (1911)
- The Claim Jumper, regia di Allan Dwan – cortometraggio (1911)
- The Circular Fence, regia di Allan Dwan – cortometraggio (1911)
- The Rustler Sheriff, regia di Allan Dwan – cortometraggio (1911)
- The Miner's Wife, regia di Allan Dwan – cortometraggio (1911)
- The Land Thieves, regia di Allan Dwan – cortometraggio (1911)
- The Cowboy and the Outlaw, regia di Allan Dwan – cortometraggio (1911)
- The Horse Thief's Bigamy, regia di Allan Dwan – cortometraggio (1911)
- The Trail of the Eucalyptus, regia di Allan Dwan – cortometraggio (1911)
- The Stronger Man, regia di Allan Dwan – cortometraggio (1911)
- The Water War, regia di Allan Dwan – cortometraggio (1911)
- The Three Shell Game, regia di Allan Dwan – cortometraggio (1911)
- The Mexican, regia di Allan Dwan – cortometraggio (1911)
- The Way of the West, regia di Allan Dwan – cortometraggio (1911)
- The Test, regia di Allan Dwan – cortometraggio (1911)
- The Sheriff's Sisters, regia di Allan Dwan – cortometraggio (1911)
- The Angel of Paradise Ranch, regia di Allan Dwan – cortometraggio (1911)
- The Duel of the Candles – cortometraggio (1911)
- Bonita of El Cajon, regia di Allan Dwan – cortometraggio (1911)

### 1912
- The Relentless Law, regia di Allan Dwan (1912) – cortometraggio
- Justice of the Sage, regia di Allan Dwan – cortometraggio (1912)
- Love and Lemons, regia di Allan Dwan – cortometraggio (1912)
- The Best Policy, regia di Allan Dwan – cortometraggio (1912)
- The Grub Stake Mortgage, regia di Allan Dwan – cortometraggio (1912)
- Where Broadway Meets the Mountains, regia di Allan Dwan – cortometraggio (1912)
- An Innocent Grafter, regia di Allan Dwan – cortometraggio (1912)
- Society and Chaps, regia di Allan Dwan – cortometraggio (1912)
- An Assisted Elopement, regia di Allan Dwan – cortometraggio (1912)
- After School, regia di Allan Dwan – cortometraggio (1912)
- The Tramp's Gratitude, regia di Allan Dwan – cortometraggio (1912)
- The Maid and the Man, regia di Allan Dwan – cortometraggio (1912)
- The Coward, regia di Allan Dwan – cortometraggio (1912)
- The Distant Relative, regia di Allan Dwan – cortometraggio (1912)
- The Range Detective, regia di Allan Dwan – cortometraggio (1912)
- Driftwood, regia di Allan Dwan – cortometraggio (1912)
- Her Mountain Home (o  The Eastern Girl), regia di Allan Dwan – cortometraggio (1912)
- The Pensioners, regia di Allan Dwan – cortometraggio (1912)
- The End of the Feud, regia di Allan Dwan – cortometraggio (1912)
- The Myth of Jamasha Pass, regia di Allan Dwan – cortometraggio (1912)
- The Other Wise Man, regia di Allan Dwan – cortometraggio (1912)
- The Haters, regia di Allan Dwan – cortometraggio (1912)
- The Thread of Life, regia di Allan Dwan – cortometraggio (1912)
- The Wandering Gypsy, regia di Allan Dwan – cortometraggio (1912)
- The Reward of Valor, regia di Allan Dwan – cortometraggio (1912)
- The Brand, regia di Allan Dwan – cortometraggio (1912)
- For the Good of Her Men, regia di Allan Dwan – cortometraggio (1912)
- The Simple Love, regia di Allan Dwan (1912) – cortometraggio
- The Evil Inheritance, regia di Allan Dwan – cortometraggio (1912)
- Under False Pretenses, regia di Allan Dwan – cortometraggio (1912)
- The Vanishing Race, regia di Allan Dwan – cortometraggio (1912)
- The Tell-Tale Shells, regia di Allan Dwan – cortometraggio (1912)
- It Pays to Wait, regia di Allan Dwan – cortometraggio (1912)
- A Life for a Kiss, regia di Allan Dwan – cortometraggio (1912)
- The Meddlers, regia di Allan Dwan – cortometraggio (1912)
- The Girl and the Gun, regia di Allan Dwan – cortometraggio (1912)
- The Bad Man and the Ranger, regia di Allan Dwan – cortometraggio (1912)
- The Outlaw Colony, regia di Allan Dwan – cortometraggio (1912)
- The Land of Death, regia di Allan Dwan – cortometraggio (1912)
- The Jealous Rage, regia di Allan Dwan – cortometraggio (1912)
- The Greaser and the Weakling, regia di Allan Dwan – cortometraggio (1912)
- The Marked Gun – cortometraggio (1912)
- The Stranger at Coyote, regia di Allan Dwan (1912) – cortometraggio
- The Dawn of Passion, regia di Allan Dwan – cortometraggio (1912)
- The Vengeance That Failed, regia di Allan Dwan – cortometraggio (1912)
- Geronimo's Last Raid, regia di John Emerson – cortometraggio (1912)
- The Fear, regia di Allan Dwan – cortometraggio (1912)
- The Foreclosure, regia di Allan Dwan – cortometraggio (1912)
- White Treachery, regia di Allan Dwan – cortometraggio (1912)
- Their Hero Son, regia di Allan Dwan – cortometraggio (1912)
- Calamity Anne's Ward (riedizione: Calamity Anne, Guardian), regia di Allan Dwan – cortometraggio (1912)
- Jack of Diamonds, regia di Allan Dwan – cortometraggio (1912)
- The Reformation of Sierra Smith, regia di Allan Dwan (1912)
- The Promise, regia di Allan Dwan – cortometraggio (1912)
- The New Cowpuncher, regia di Allan Dwan – cortometraggio (1912)
- The Best Man Wins, regia di Allan Dwan – cortometraggio (1912)
- One, Two, Three, regia di Allan Dwan – cortometraggio (1912)
- The Wanderer, regia di Allan Dwan – cortometraggio (1912)
- Maiden and Men, regia di Allan Dwan – cortometraggio (1912)
- Man's Calling, regia di Allan Dwan – cortometraggio (1912)
- The Intrusion at Lompoc, regia di Allan Dwan – cortometraggio (1912)
- The Thief's Wife, regia di Allan Dwan – cortometraggio (1912)
- The Would-Be Heir, regia di Allan Dwan  – cortometraggio (1912)
- Jack's Word, regia di Allan Dwan – cortometraggio (1912)
- Her Own Country, regia di Allan Dwan – cortometraggio (1912)
- Pals, regia di Allan Dwan – cortometraggio (1912)
- The Animal Within, regia di Allan Dwan – cortometraggio (1912)
- The Law of God, regia di Allan Dwan (1912) – cortometraggio
- Nell of the Pampas, regia di Allan Dwan – cortometraggio (1912)
- The Power of Love, regia di Allan Dwan – cortometraggio (1912)
- The Recognition, regia di Allan Dwan – cortometraggio (1912)
- The Blackened Hills, regia di Allan Dwan – cortometraggio (1912)
- The Girl of the Manor, regia di Allan Dwan – cortometraggio (1912)
- Loneliness of Neglect, regia di Allan Dwan – cortometraggio (1912)

### 1913
- The Fraud That Failed, regia di Allan Dwan – cortometraggio (1913)
- Another Man's Wife, regia di Allan Dwan – cortometraggio (1913)
- Calamity Anne's Inheritance, regia di Allan Dwan (1913) – cortometraggio
- The Awakening, regia di Allan Dwan – cortometraggio (1913)
- The Silver-Plated Gun, regia di Allan Dwan – cortometraggio
- Women Left Alone, regia di Allan Dwan – cortometraggio (1913)
- Calamity Anne's Vanity, regia di Allan Dwan – cortometraggio (1913)
- The Romance, regia di Allan Dwan – cortometraggio (1913)
- The Finer Things, regia di Allan Dwan – cortometraggio (1913)
- High and Low, regia di Allan Dwan (1913) – cortometraggio (1913)
- Jocular Winds, regia di Allan Dwan – cortometraggio (1913)
- Calamity Anne, Detective, regia di Allan Dwan – cortometraggio (1913)
- An Eastern Flower, regia di Allan Dwan – cortometraggio (1913)
- Cupid Never Ages, regia di Allan Dwan – cortometraggio (1913)
- Calamity Anne's Beauty, regia di Allan Dwan – cortometraggio (1913)
- Matches, regia di Allan Dwan – cortometraggio (1913)
- Cupid Throws a Brick, regia di Allan Dwan – cortometraggio (1913)
- Woman's Honor, regia di Allan Dwan – cortometraggio (1913)
- In Another's Nest, regia di Allan Dwan – cortometraggio (1913)
- Boobs and Bricks, regia di Allan Dwan – cortometraggio (1913)
- Calamity Anne's Trust, regia di Allan Dwan – cortometraggio (1913)
- Oil on Troubled Waters, regia di Allan Dwan – cortometraggio (1913)
- The Road to Ruin, regia di Allan Dwan – cortometraggio (1913)
- Human Kindness, regia di Allan Dwan – cortometraggio (1913)
- Angel of the Canyons, regia di Allan Dwan – cortometraggio (1913)
- Calamity Anne's Parcel Post – cortometraggio (1913)
- Ashes of Three, regia di Allan Dwan – cortometraggio (1913)
- Her Big Story, regia di Allan Dwan – cortometraggio (1913)
- The Wishing Seat, regia di Allan Dwan – cortometraggio (1913)
- Reward of Courage, regia di Albert W. Hale – cortometraggio (1913)
- Unwritten Law of the West, regia di G.P. Hamilton (Gilbert P. Hamilton) – cortometraggio (1913)
- Marine Law – cortometraggio (1913)
- A Husband's Mistake, regia di Albert W. Hale – cortometraggio (1913)
- Calamity Anne Takes a Trip, regia di Albert W. Hale – cortometraggio (1913)
- Quicksands, regia di Albert W. Hale – cortometraggio (1913)
- A Tale of Death Valley, regia di Gilbert P. Hamilton – cortometraggio (1913)
- The Song of the Soup (1913)
- Truth in the Wilderness, regia di Lorimer Johnston (1913)
- At the Half-Breed's Mercy, regia di Albert W. Hale (1913)
- Tom Blake's Redemption, regia di Albert W. Hale e Lorimer Johnston (1913)
- The Scapegoat, regia di Lorimer Johnston (1913)
- Mission Bells (1913)
- When Chemistry Counted, regia di Tom Ricketts (1913)
- The Adventures of Jacques, regia di Lorimer Johnston – cortometraggio (1913)
- The Mystery of Tusa, regia di Albert W. Hale (1913)
- A Tide in the Affairs of Men, regia di Albert W. Hale (1913)
- For the Flag, regia di Lorimer Johnston (1913)
- Jack Meets His Waterloo, regia di Lorimer Johnston (1913)
- For the Crown, regia di Lorimer Johnston (1913)
- Calamity Anne, Heroine, regia di Lorimer Johnston – cortometraggio (1913)
- Travelers of the Road, regia di Allan Dwan (1913)
- Master of Himself – cortometraggio (1913)
- The Badge of Honor – cortometraggio (1913)
- A Pitfall of the Installment Plan (1913)
- Calamity Anne's Sacrifice – cortometraggio (1913)
- Hidden Treasure Ranch, regia di Lorimer Johnston (1913)
- In the Mountains of Virginia, regia di Lorimer Johnston (1913)
- In the Days of Trajan, regia di Lorimer Johnston (1913)
- The Girl and the Greaser, regia di Lorimer Johnston (1913)
- The Haunted House, regia di Lorimer Johnston – cortometraggio (1913)
- An Assisted Proposal, regia di Lorimer Johnston – cortometraggio (1913)
- The Tale of the Ticker (1913)
- Calamity Anne's Dream – cortometraggio (1913)
- At Midnight, regia di Lorimer Johnston (1913)
- The Occult, regia di Lorimer Johnston (1913)
- American Born, regia di Lorimer Johnston (1913)
- Trapped in a Forest Fire, regia di Lorimer Johnston (1913)
- His First Case, regia di Lorimer Johnston (1913)
- Personal Magnetism, regia di Lorimer Johnston (1913)
- The Rose of San Juan, regia di Lorimer Johnston (1913)

### 1914
- The Power of Light, regia di Lorimer Johnston (1914)
- The Son of Thomas Gray, regia di Lorimer Johnston (1914)
- Destinies Fulfilled, regia di Lorimer Johnston (1914)
- At the Potter's Wheel, regia di Lorimer Johnston (1914)
- A Blowout at Santa Banana, regia di Lorimer Johnston – cortometraggio (1914)
- True Western Hearts, regia di Lorimer Johnston (1914)
- The Cricket on the Hearth, regia di Lorimer Johnston – cortometraggio (1914)
- The 'Pote Lariat' of the Flying A, regia di Lorimer Johnston (1914)
- The Crucible, regia di Lorimer Johnston – cortometraggio (1914)
- A Child of the Desert', regia di Lorimer Johnston (1914)
- The Call of the Traumerei, regia di Jacques Jaccard e Lorimer Johnston – cortometraggio (1914)
- A Story of Little Italy, regia di Lorimer Johnston (1914)
- The Coming of the Padres, regia di Lorimer Johnston – cortometraggio (1914)
- The Turning Point, regia di Lorimer Johnston – cortometraggio (1914)
- The Certainty of Man, regia di Lorimer Johnston (1914)
- A Happy Coercion – cortometraggio (1914)
- The Last Supper, regia di Lorimer Johnston – cortometraggio (1914)
- The Widow's Investment, regia di Lorimer Johnston – cortometraggio (1914)
- David Gray's Estate, regia di Lorimer Johnston – cortometraggio (1914)
- The Story of the Olive, regia di Sydney Ayres – cortometraggio (1914)
- The Navy Aviator, regia di Sydney Ayres (1914)
- Beyond the City, regia di Sydney Ayres (1914)
- The Lost Sermon (1914)
- Metamorphosis (1914)
- A Prince of Bohemia (1914)
- The Oath of Pierre, regia di Sydney Ayres (1914)
- Sparrow of the Circus (1914)
- The Unmasking (1914)
- The Painted Lady's Child, regia di Sydney Ayres (1914)
- Nature's Touch, regia di Sydney Ayres (1914)
- Cameo of Yellowstone, regia di Sydney Ayres (1914)
- Feast and Famine, regia di Sydney Ayres (1914)
- A Man's Way, regia di Sydney Ayres (1914)
- Business Versus Love, regia di Thomas Ricketts (1914)
- Does It End Right?, regia di Sydney Ayres (1914)
- The Trap, regia di Sydney Ayres (1914)
- Their Worldly Goods, regia di Sydney Ayres – cortometraggio (1914)
- The Aftermath, regia di Sydney Ayres (1914)
- Break, Break, Break, regia di Harry A. Pollard – cortometraggio (1914)
- The Cocoon and the Butterfly, regia di Sydney Ayres (1914)
- His Faith in Humanity, regia di Sydney Ayres (1914)
- The Taming of Sunnybrook Nell, regia di Sydney Ayres (1914)
- A Modern Rip Van Winkle, regia di Sydney Ayres (1914)
- Billy's Rival, regia di Sydney Ayres (1914)
- Jail Birds, regia di Sydney Ayres (1914)
- Sir Galahad of Twilight, regia di Sydney Ayres – cortometraggio (1914)
- Redbird Wins, regia di Sydney Ayres – cortometraggio (1914)
- Old Enough to Be Her Grandpa, regia di Thomas Ricketts (1914)
- In the Candlelight, regia di Thomas Ricketts (1914)
- The Strength o' Ten, regia di Thomas Ricketts – cortometraggio (1914)
- Out of the Darkness, regia di Thomas Ricketts (1914)
- The Girl in Question, regia di Thomas Ricketts (1914)
- The Sower Reaps, regia di Thomas Ricketts – cortometraggio (1914)
- The Unseen Vengeance, regia di Thomas Ricketts – cortometraggio (1914)

### 1915
- The Legend Beautiful, regia di Thomas Ricketts – cortometraggio (1915)
- The Black Ghost Bandit, regia di Thomas Ricketts (1915)
- Refining Fires, regia di Thomas Ricketts (1915)
- Coals of Fire, regia di Thomas Ricketts – cortometraggio (1915)
- The Law of the Wilds, regia di Thomas Ricketts – cortometraggio (1915)
- A Heart of Gold, regia di Tom Ricketts (1915)
- In the Twilight, regia di Thomas Ricketts – cortometraggio (1915)
- She Never Knew, regia di Thomas Ricketts (1915)
- Heart of Flame, regia di Tom Ricketts (1915)
- The Echo, regia di Thomas Ricketts – cortometraggio (1915)
- The Two Sentences, regia di Thomas Ricketts – cortometraggio (1915)
- Competition, regia di Reaves Eason, Thomas Ricketts – cortometraggio (1915)
- In the Sunlight, regia di Thomas Ricketts – cortometraggio (1915)
- A Touch of Love, regia di Tom Ricketts (1915)
- The Poet of the Peaks, regia di Reaves Eason (1915)
- The Day of Reckoning, regia di B. Reeves Eason (1915)
- She Walketh Alone, regia di Reaves Eason (1915)
- The Altar of Ambition, regia di Arthur Macklin (Archer MacMackin) (1915)
- At the Edge of Things (1915)
- The Purple Hills, regia di Gilbert P. Hamilton (1915)
- A Golden Rainbow, regia di Thomas Ricketts – cortometraggio (1915)
- The Right to Happiness, regia di Thomas Ricketts – cortometraggio (1915)
- Peggy Lynn, Burglar, regia di William Desmond Taylor (1915)
- One Woman's Way, regia di Archer MacMackin (1915)
- A Good Business Deal, regia di Reaves Eason (1915)
- Mountain Mary, regia di B. Reeves Eason – cortometraggio (1915)
- To Melody a Soul Responds, regia di B. Reeves Eason (1915)
- The Honor of the District Attorney, regia di Reaves Eason (1915)
- The Newer Way, regia di Reaves Eason (1915)
- After the Storm, regia di B. Reeves Eason (1915)
- The Exile of Bar-K Ranch, regia di B. Reeves Eason (1915)
- Payment Received, regia di Jacques Jaccard (1915)
- The Assayer of Lone Gap, regia di B. Reeves Eason (1915)
- Drawing the Line, regia di Reaves Eason (B. Reeves Eason) (1915)
- The Spirit of Adventure, regia di B. Reeves Eason (1915)
- A Question of Honor, regia di Reaves Eason – cortometraggio (1915)
- In Trust, regia di Reaves Eason (1915)
- The Little Lady Next Door, regia di Reaves Eason (1915)
- The Barren Gain, regia di B. Reeves Eason (1915)
- Hearts in Shadow, regia di Reeves Eason (1915)
- Breezy Bill, Outcast, regia di Donald MacDonald (1915)
- Two Spot Joe, regia di Donald MacDonald (1915)
- Profit from Loss, regia di Reaves Eason (1915)
- The Sheriff of Willow Creek, regia di Frank Cooley – cortometraggio (1915)
- The Smuggler's Cave, regia di Reaves Eason (1915)
- Playing for High Stakes, regia di Donald MacDonald (1915)
- Man to Man, regia di Donald MacDonald (1915)
- The Valley Feud, regia di Fred Cooley – cortometraggio (1915)
- Broadcloth and Buckskin, regia di Frank Cooley – cortometraggio (1915)
- The Pitch o' Chance, regia di Frank Borzage (1915)

### 1916
- Wild Jim, Reformer, regia di Frank Cooley – cortometraggio (1916)
- Sammy's Dough-Full Romance (1916)
- According to St. John, regia di Tom Chatterton (1916)
- When the Light Came, regia di Tom Chatterton (1916)
- Double Crossed, regia di Tom Chatterton (1916)
- The Quagmire, regia di Tom Chatterton – cortometraggio (1916)
- The Ranger of Lonesome Gulch, regia di Tom Chatterton (1916)
- Two Bits
- Silent Selby (1916)
- The Awakening, regia di William Bertram (1916)
- A Flickering Light, regia di Frank Borzage (1916)
- Unlucky Luke, regia di Frank Borzage (1916)
- Jack, regia di Frank Borzage (1916)
- The Pilgrim, regia di Frank Borzage (1916)
- The Demon of Fear, regia di Frank Borzage (1916)
- The Taming of Wild Bill, regia di William Bertram (1916)
- That Gal of Burke's, regia di Frank Borzage (1916)
- El Diablo, regia di William Bertram e Murdock MacQuarrie (1916)
- The Forgotten Prayer, regia di Frank Borzage (1916)
- The Gambler's Lost Love, regia di Murdock MacQuarrie (1916)
- Land o' Lizards, regia di Frank Borzage (1916)
- The Fight on the Dam (1916)
- Immediate Lee, regia di Frank Borzage (1916)
- Rehabilitated (1916)

### 1917
- Blood Money, regia di Fred Kelsey (1917)
- The Bad Man of Cheyenne, regia di Fred Kelsey (come Fred A. Kelsey) (1917)
- Nature's Calling, regia di Allan Dwan (1917)
- The Outlaw and the Lady, regia di Fred Kelsey (1917)
- The Old Sheriff, regia di Allan Dwan (1917)
- Beware of Strangers, regia di Colin Campbell (1917)
- Mouth-Organ Jack, regia di Allan Dwan (1917)
- Giving Becky a Chance, regia di Howard Estabrook (1917)
- Love or Justice, regia di Walter Edwards (1917)
- The Sawdust Ring, regia di Charles Miller, Paul Powell (1917)
- Golden Rule Kate, regia di Reginald Barker (1917)
- Mountain Dew, regia di Thomas N. Heffron (1917)
- Ashes of Hope, regia di Walter Edwards (1917)
- One Shot Ross
- Fighting Back, regia di Raymond Wells (1917)
- The Sudden Gentleman

### 1918
- The Man Above the Law
- Go West, Young Man, regia di Harry Beaumont (1918)
- Captain of His Soul, regia di Gilbert P. Hamilton (1918)
- Free and Equal
- The Sea Panther
- His Enemy, the Law
- You Can't Believe Everything
- The Painted Lily
- Desert Law
- The Reckoning Day, regia di Roy Clements (1918)
- Wife or Country

### 1919
- The Long Lane's Turning, regia di Louis Chaudet (1919)
- The Old Maid's Baby, regia di William Bertram (1919)
- The End of the Game, regia di Jesse D. Hampton (1919)
- Whitewashed Walls, regia di Park Frame (1919)
- The Mints of Hell, regia di Park Frame (1919)
- The She Wolf, regia di Clifford Smith (1919)
- South of Santa Fe, regia di Clifford Smith (1919)
- The Mayor of Filbert, regia di William Christy Cabanne (1919)
- Some Gal, regia di Clifford Smith (1919)
- The Girl of Hell's Agony, regia di Clifford Smith (1919)
- Dangerous Hours, regia di Fred Niblo (1919)

### 1920
- The Fatal Sign
- Duds
- The Strange Boarder
- The Toll Gate
- The Silent Avenger, regia di William Duncan (1920)
- The Heart of a Woman, regia di Jack Pratt (1920)
- Dangerous Love

### 1921
- A Small Town Idol
- The Show Down, regia di William James Craft
- Too Much Speed, regia di Frank Urson (1921)
- The Sting of the Lash, regia di Henry King (1921)
- Fightin' Mad , regia di Joseph Franz (come Joseph J. Franz)
- No Defense, regia di William Duncan (1921)

### 1922
- The Deuce of Spades , regia di Charles Ray (1922)
- The Crimson Clue, regia di Milburn Morante (1922)
- A Dangerous Adventure, regia di Jack L. Warner e Sam Warner (1922)

### 1923
- Souls for Sale, regia di Rupert Hughes (1923)
- Fog Bound
- Counterfeit Love
- Girl from the West
- The Daring Years
- No Mother to Guide Her

### 1924
- The Love Master, regia di Laurence Trimble (1924)
- Fighting for Justice, regia di Walter De Courcy (1924)
- North of Alaska, regia di Frank S. Mattison (1924)
- Down by the Rio Grande, regia di Alan James (come Alvin J. Neitz) (1924)
- The Midnight Express, regia di George W. Hill (1924)
- Looped for Life, regia di Park Frame (1924)
- Tiger Thompson, regia di B. Reeves Eason (1924)
- The Fire Patrol, regia di Hunt Stromberg (1924)
- Border Women, regia di Alan James (come Alvin J. Neitz) (1924)
- The Cowboy and the Flapper, regia di Alan James (come Alvin J. Neitz) (1924)
- Il cavallo d'acciaio (The Iron Horse), regia di John Ford (1924)
- Crashin' Through, regia di Alan James (come Alvin J. Neitz) (1924)
- Midnight Secrets , regia di Jack Nelson (1924)
- Dynamite Dan, regia di Bruce Mitchell (1924)
- That Wild West, regia di Alan James (come Alvin J. Neitz) (1924)
- Women First, regia di Reeves Eason (1924)
- The Pell Street Mystery , regia di Joseph Franz (1924)
- Lightnin' Jack (1924)

### 1925
- Cold Fury  (1925)
- Beyond the Border, regia di Scott R. Dunlap (1925)
- Slow Dynamite , regia di Frank S. Mattison (1925)
- Where Romance Rides, regia di Ward Hayes (1925)
- His Greatest Battle, regia di Robert J. Horner (1925)
- The Texas Bearcat, regia di B. Reeves Eason (1925)
- Border Vengeance
- The Knockout Kid, regia di Albert S. Rogell (1925)
- Ridin' Wild, regia di Leon De La Mothe (1925)
- Sagebrush Lady, regia di Horace B. Carpenter (1925)
- Gentleman Roughneck, regia di Grover Jones (1925)

### 1926
- The Hollywood Reporter
- Walloping Kid
- The Winking Idol
- The Hurricane, regia di Fred Caldwell (1926)
- The Night Watch, regia di Fred Caldwell (1926)
- The Broadway Gallant
- The Rainmaker, regia di Clarence G. Badger (1926)
- The Millionaire Orphan
- The Heart of a Coward
- Her Honor, the Governor
- Code of the Northwest
- The Merry Cavalier
- The Merry Cavalier
- The Silent Trailer
- Devil's Dice
- A Horse on Broadway

### 1927
- The Sonora Kid
- The Snarl of Hate
- Avenging Fangs
- Black Tears, regia di John Gorman (1927)
- Eager Lips, regia di Wilfred Noy (1927)
- Polly of the Movies
- The Trail of the Tiger
- The Mansion of Mystery
- Wilful Youth

### 1928
- Marked Money, regia di Spencer Gordon Bennet (1928)

### 1931
- Partners of the Trail, regia di Wallace Fox (1931)

### 1933
- The Trail Drive
- Solo una notte (Only Yesterday), regia di John M. Stahl (1933)
- L'uomo invisibile (The Invisible Man), regia di James Whale (1933)
- Il museo degli scandali (Roman Scandals), regia di Frank Tuttle (1933)
- Gun Justice
- The Son of Kong